# Atlapetes citrinellus
Tico-tico-de-listas-amarelas ou tico-tico-citrino (Atlapetes citrinellus) é uma espécie de ave da família Fringillidae.
Pode ser encontrada nos seguintes países: Argentina e Paraguai.
Os seus habitats naturais são: regiões subtropicais ou tropicais húmidas de alta altitude e matagal tropical ou subtropical de alta altitude.